# 레이 윌리엄스
레이 윌리엄스(Ray Williams, 1954년 10월 14일 ~ 2013년 3월 22일)는 미국의 농구 선수이다. 2011년 8월에 린다 크로포드과 결혼 했으며, 형인 거스 윌리엄스도 NBA 농구 선수였다.